# Pseudokochiomyia mesasiatica
Pseudokochiomyia mesasiatica är en tvåvingeart som först beskrevs av Fedotova 1982.  Pseudokochiomyia mesasiatica ingår i släktet Pseudokochiomyia och familjen gallmyggor.
Artens utbredningsområde är Kazakstan. Inga underarter finns listade i Catalogue of Life.